# Fillière
Fillière es una comuna francesa situada en el departamento de Alta Saboya, de la región de Auvernia-Ródano-Alpes.

## Historia
Fue creada el 1 de enero de 2017, en aplicación de una resolución del prefecto de Alta Saboya de 27 de mayo de 2016 con la unión de las comunas de Aviernoz, Évires, Les Ollières, Saint-Martin-Bellevue y Thorens-Glières, pasando a estar el ayuntamiento en la antigua comuna de Thorens-Glières.

## Demografía
| Gráfica de evolución demográfica de Fillière entre 1800 y 2014 |
|                                                                |

Los datos entre 1800 y 2013 son el resultado de sumar los parciales de las cinco comunas que forman la nueva comuna de Fillière, cuyos datos se han cogido de 1800 a 1999, para las comunas de Aviernoz, Évires, Les Ollières, Saint-Martin-Bellevue y Thorens-Glières de la página francesa EHESS/Cassini. Los demás datos se han cogido de la página del INSEE.

## Composición
| Comuna delegada       | Código INSEE | Población (2013) | Superficie (km²) | Densidad (hab./km²) |
| --------------------- | ------------ | ---------------- | ---------------- | ------------------- |
| Aviernoz              | 74022        | 858              | 15.90            | 54                  |
| Évires                | 74120        | 1386             | 19.49            | 71                  |
| Les Ollières          | 74204        | 842              | 11.64            | 72                  |
| Saint-Martin-Bellevue | 74245        | 2536             | 9.33             | 272                 |
| Thorens-Glières       | 74282        | 3174             | 63.05            | 50                  |